# Especulación (filosofía)
La especulación (del latín speculari, observar) es una forma filosófica de pensar para ganar conocimiento yendo más allá de la experiencia o práctica tradicional y enfocándose en la esencia de las cosas y sus primeros principios. La especulación es la actividad intelectual que permite la resolución dialéctica de las contradicciones en una unidad de orden superior. El término figura en un lugar crucial en la filosofía de Georg Wilhelm Friedrich Hegel, para el cual este procedimiento de resolución (la Aufhebung o superación) constituía la esencia del pensamiento filosófico.
El término griego theoría (visión) fue traducido en latín por speculati y significaba contemplatio al mismo tiempo. En De Trinitate (XV, VIII 14, IX 15), San Agustín reinterpretó el término en una demarcación deliberada de la tradición: con referencia a 1 Cor. 13,12 (Ahora vemos a través de un espejo en forma misteriosa, pero luego cara a cara) y 2 Cor. 3,18 lo derivó de "speculum" (espejo). En la especulación el hombre ve la verdad como en un espejo oscuro. Este espejo está oscurecido por la caída en el pecado, y el hombre mismo, como ser espiritual y como imagen de Dios, representa el espejo que se puede iluminar con un giro fiel a Dios. El término se transforma aquí con elementos de la teoría de la emanación neoplatónica.

## Exponentes

### Kant
El ejemplo más comprensible de Aufhebung está en la epistemología del idealismo subjetivo kantiano, que incorpora en sí mismo las doctrinas hasta el momento consideradas incompatibles del racionalismo (esto es, la noción de que los principios de las matemáticas y la ciencia, al ser universalmente válidos, no pueden provenir de la experiencia, que ofrece sólo hechos singulares y mudables) y el empirismo (esto es, la noción de que absolutamente todo conocimiento viene dado en la experiencia) en la doctrina de las categorías trascendentales del entendimiento, que afirma que —si bien nada se conoce fuera de la experiencia— las leyes universalmente válidas que el intelecto descubre no provienen del material de la experiencia, sino de la propia estructura del intelecto cognoscente. De este modo, ambas corrientes quedan a la vez recogidas y abolidas en el idealismo.

### Hegel
Hegel hace uso de este esquema para reinterpretar la historia entera del pensamiento en su Fenomenología del Espíritu. La estructura completa del proceso se produce en tres pasos: la afirmación de lo dado (observado, experimentado o vivido), que corresponde a la conciencia ingenua y al movimiento positivo del espíritu; la crítica de la parcialidad y limitación de la afirmación por parte del movimiento negativo del espíritu; y la resolución especulativa de la contradicción en el movimiento intelectual hacia un orden superior. En el grado máximo del pensamiento especulativo, la superación de todas las parcialidades permitiría el descubrimiento de la identidad de lo conocido con el sujeto cognoscente, y la existencia de todos los entes finitos como puestos por el sujeto en su proceso de autoconocimiento; frente a la teoría subjetiva del idealismo de Kant, esta formulación tomó el nombre de idealismo objetivo o absoluto.

### Adorno
La dialéctica hegeliana tuvo su continuación en la teoría marxista. Sin embargo, los rasgos quietistas de la doctrina del saber absoluto y el énfasis de Marx en la praxis frente a toda forma de idealismo hicieron que el proceso especulativo no obtuviera particular atención en el desarrollo teórico de la corriente. Una notable excepción la constituye la teoría de Theodor Adorno, cuya dialéctica negativa vuelve a plantear la forma especulativa del pensamiento en clave rigurosamente materialista.